# Alfredo di Salm-Salm
Alfredo Costantino di Salm-Salm, meglio conosciuto col solo nome di Alfredo (Anholt, 16 dicembre 1814 – Anholt, 5 ottobre 1886), è stato principe titolare di Salm-Salm.

## Biografia
Nato come principe ereditario della casata di Salm-Salm nel 1814 ad Anholt, in Germania, Alfredo di Salm-Salm era figlio del principe Fiorentino di Salm-Salm e di sua moglie, la corsa Flaminia Rossi, nipote del principe Felice Baciocchi, cognato di Napoleone. Suo fratello minore Felice, col quale non ebbe un buon rapporto per la maggior parte della sua vita, fu alto ufficiale negli eserciti di Prussia, Austria, Stati Uniti e dell'Impero messicano, e morì nel corso della guerra franco-prussiana nel 1870.
Dopo la morte del padre nel 1846, ereditò l'ampio patrimonio di famiglia e divenne di diritto membro del parlamento provinciale della Vestfalia, area che si trovava sotto il governo prussiano. Acquisì l'ereditarietà del seggio parlamentare e nel 1847/48 fu inoltre deputato al primo e al secondo parlamento della Confederazione Germanica e poi dal 1849 entrò nella camera alta dei Prussia, rimanendovi sino alla sua morte.
Oltre all'attività politica, Alfredo di Salm-Salm alternò anche la sua passione per l'allevamento e le corse dei cavalli. Fu inoltre attivo mecenate delle arti. Nel 1862 visitò per la prima volta Roma. Nel 1886 commissionò un suo ritratto al pittore di Düsseldorf, Emil Schwabe. Storico di pregio, promosse l'apertura dell'archivio storico dei principi di Salm-Salm presso il castello di Anholt, commissionando per l'occasione dei pregevoli scaffali in rovere intarsiati in boiserie dal noto architetto parigino Froelicher.
Alla sua morte nel 1886 venne sepolto nella cappella di famiglia presso Anholt.

## Matrimonio e figli
Il 13 giugno 1836, all'età di 22 anni, Alfredo di Salm-Salm sposò la ventunenne principessa Augusta Adelaide Emanuela Costanza di Croÿ (1815-1886), figlia del principe Ferdinando Vittorio Filippo di Croy (1791- 1865) e di sua moglie, la principessa Anna Luisa Costanza di Croÿ-Solre. La coppia ebbe insieme i seguenti figli:
- Matilde (1837–1898)
- Nicolò Leopoldo Giuseppe Maria (18 luglio 1838 - 16 febbraio 1908), principe ereditario e dal 1886 al 1908 VI principe di Salm-Salm, sposò la principessa Eleonora Leopoldina Aloisia di Croÿ (1855-1903).
- Adelaide (1840–1916), sposò Augusto Filippo di Croÿ (1840–1913), tenente generale prussiano
- Maria (1843–1908)
- Carlo Teodoro (1845–1923)
- Alfredo Ferdinando Stefano Maria (13 marzo 1846 - 20 aprile 1923), VII principe di Salm-Salm dal 1908 al 1923, sposò nel 1869 la contessa Rosa von Lützow (1850–1927)
- Emmanuele (1847–1866)
- Fiorentino (1848–1894)
- Massimiliano (1849–1873)
- Costanza (1851–1931)
- Flaminia (1853-1913)

## Albero genealogico
|                                                    |                 |                                                     | Genitori                                            |  |  | Nonni |  |  | Bisnonni                  |  |  | Trisnonni                    |  |
|                                                    |                 |                                                     |                                                     |  |  |       |  |  | Massimiliano di Salm-Salm |  |  | Nicola Leopoldo di Salm-Salm |  |
|                                                    |                 |                                                     |                                                     |  |  |       |  |  | Massimiliano di Salm-Salm |  |  | Nicola Leopoldo di Salm-Salm |  |
|                                                    |                 | Dorotea Francesca Agnese di Salm                    |                                                     |  |  |       |  |  | Massimiliano di Salm-Salm |  |  |                              |  |
| Costantino di Salm-Salm                            |                 |                                                     |                                                     |  |  |       |  |  | Massimiliano di Salm-Salm |  |  |                              |  |
|                                                    |                 | Ludovica d'Assia-Rotenburg                          | Giuseppe d'Assia-Rotenburg                          |  |  |       |  |  |                           |  |  |                              |  |
|                                                    |                 | Ludovica d'Assia-Rotenburg                          | Giuseppe d'Assia-Rotenburg                          |  |  |       |  |  |                           |  |  |                              |  |
|                                                    |                 | Ludovica d'Assia-Rotenburg                          | Cristina di Salm                                    |  |  |       |  |  |                           |  |  |                              |  |
| Fiorentino di Salm-Salm                            |                 | Ludovica d'Assia-Rotenburg                          |                                                     |  |  |       |  |  |                           |  |  |                              |  |
|                                                    |                 | Teodoro Alessandro di Löwenstein-Wertheim-Rochefort | Domenico Marquardo di Löwenstein-Wertheim-Rochefort |  |  |       |  |  |                           |  |  |                              |  |
|                                                    |                 | Teodoro Alessandro di Löwenstein-Wertheim-Rochefort | Domenico Marquardo di Löwenstein-Wertheim-Rochefort |  |  |       |  |  |                           |  |  |                              |  |
|                                                    |                 | Teodoro Alessandro di Löwenstein-Wertheim-Rochefort | Cristina d'Assia-Rotenburg                          |  |  |       |  |  |                           |  |  |                              |  |
| Vittoria Felicita di Löwenstein-Wertheim-Rochefort |                 | Teodoro Alessandro di Löwenstein-Wertheim-Rochefort |                                                     |  |  |       |  |  |                           |  |  |                              |  |
|                                                    |                 | Caterina Luisa Eleonora di Leiningen-Dagsburg       | Carlo Ludovico di Leiningen                         |  |  |       |  |  |                           |  |  |                              |  |
|                                                    |                 | Caterina Luisa Eleonora di Leiningen-Dagsburg       | Carlo Ludovico di Leiningen                         |  |  |       |  |  |                           |  |  |                              |  |
|                                                    |                 | Caterina Luisa Eleonora di Leiningen-Dagsburg       | Carolina di Salm                                    |  |  |       |  |  |                           |  |  |                              |  |
| Alfredo di Salm-Salm                               |                 | Caterina Luisa Eleonora di Leiningen-Dagsburg       |                                                     |  |  |       |  |  |                           |  |  |                              |  |
|                                                    | Francesco Rossi | Venturino Rossi                                     |                                                     |  |  |       |  |  |                           |  |  |                              |  |
|                                                    | Francesco Rossi | Venturino Rossi                                     |                                                     |  |  |       |  |  |                           |  |  |                              |  |
|                                                    | Francesco Rossi | Giulia Maria Bastelica                              |                                                     |  |  |       |  |  |                           |  |  |                              |  |
| Pietro Niccolò Rossi                               | Francesco Rossi |                                                     |                                                     |  |  |       |  |  |                           |  |  |                              |  |
|                                                    |                 | Maria ?                                             | ?                                                   |  |  |       |  |  |                           |  |  |                              |  |
|                                                    |                 | Maria ?                                             | ?                                                   |  |  |       |  |  |                           |  |  |                              |  |
|                                                    |                 | Maria ?                                             | ?                                                   |  |  |       |  |  |                           |  |  |                              |  |
| Flaminia Rossi                                     |                 | Maria ?                                             |                                                     |  |  |       |  |  |                           |  |  |                              |  |
|                                                    |                 | Francesco Andrea Baciocchi                          | Giulio Stefano Baciocchi                            |  |  |       |  |  |                           |  |  |                              |  |
|                                                    |                 | Francesco Andrea Baciocchi                          | Giulio Stefano Baciocchi                            |  |  |       |  |  |                           |  |  |                              |  |
|                                                    |                 | Francesco Andrea Baciocchi                          | Paola Francesca Matra                               |  |  |       |  |  |                           |  |  |                              |  |
| Angela Maria Baciocchi                             |                 | Francesco Andrea Baciocchi                          |                                                     |  |  |       |  |  |                           |  |  |                              |  |
|                                                    |                 | Maria Flaminia Benielli                             | Marcantonio Benielli                                |  |  |       |  |  |                           |  |  |                              |  |
|                                                    |                 | Maria Flaminia Benielli                             | Marcantonio Benielli                                |  |  |       |  |  |                           |  |  |                              |  |
|                                                    |                 | Maria Flaminia Benielli                             | Maria Maddalena Cuneo d'Ornano                      |  |  |       |  |  |                           |  |  |                              |  |
|                                                    |                 | Maria Flaminia Benielli                             |                                                     |  |  |       |  |  |                           |  |  |                              |  |